# Joyce Chepkirui

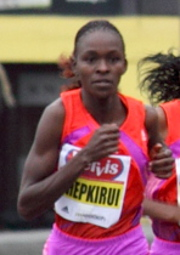
Tijdens de halve marathon van Praag in 2012

Joyce Chepkirui (20 augustus 1988) is een Keniaanse langeafstandsloopster, die gespecialiseerd is in de halve marathon. Ze werd Afrikaans kampioene bij het veldlopen (2012) en op de 10.000 m (2014). Ook nam ze eenmaal deel aan de Olympische Spelen, maar won hierbij geen medailles.

## Loopbaan
Chepkirui groeide op in het district Buret in de Keniaanse provincie Bonde la Ufa. Bij haar eerste internationale wedstrijd, de Afrikaanse jeugdkampioenschappen in 2007, werd ze meteen vijfde op de 1500 m. Later, in november van dat jaar, volbracht ze haar eerste halve marathon wedstrijd. Dit was de halve marathon van Benidorm, waarin ze als tweede finishte.
Sinds 2010 legt Chepkirui zich toe op de wegatletiek. In 2011 won ze de halve marathon van Göteborg in een parcoursrecord van 1:09.04 en in 2012 won ze de halve marathon van Praag in een persoonlijk record van 1:06.18. In 2012 maakte ze haar olympische debuut op de Olympische Spelen van Londen. Ze drong op de 10.000 m door tot de finale, maar werd in deze race voor de finish uitgeschakeld. Haar eerste succes behaalde ze in 2012 door Afrikaanse kampioene te worden bij het veldlopen.
In Nederland kreeg Joyce Chepkirui bekendheid door haar overwinning bij de Dam tot Damloop in 2013. Ze won dat jaar met een zeer kleine voorsprong op haar landgenote Flomena Chepchirchir. Doordat ze ook de mannen voor bleef, kreeg ze de geldprijs voor de man-vrouw wedstrijd.
In 2013 debuteerde ze op de marathon. Bij de marathon van Londen behaalde ze met 2:35.54 een vijftiende plaats. Het jaar erop won ze de marathon van Honolulu en in 2015 de marathon van Amsterdam, nadat zij enkele weken eerder ook al opnieuw had gezegevierd bij de Dam tot Damloop.

## Titels
- Afrikaans kampioene veldlopen - 2012
- Afrikaans kampioene 10.000 m - 2014
- Gemenebestkampioene 10.000 m - 2014

## Persoonlijke records
Baan
| Onderdeel      | Prestatie | Datum             | Plaats    |
| -------------- | --------- | ----------------- | --------- |
| 1500 m         | 4.08,80   | 16 juli 2011      | Nairobi   |
| 5000 m         | 15.58,31  | 14 september 2014 | Marrakesh |
| 10.000 m       | 31.26,10  | 10 december 2011  | Melbourne |
| 3000 m steeple | 10.26,7   | 18 juni 2008      | Nairobi   |

Weg
| Onderdeel      | Prestatie | Datum           | Plaats    |
| -------------- | --------- | --------------- | --------- |
| 10 km          | 30.37     | 13 oktober 2013 | Berlijn   |
| 15 km          | 46.49     | 5 april 2014    | Praag     |
| 20 km          | 1:02.55   | 5 april 2014    | Praag     |
| halve marathon | 1:06.18   | 5 april 2014    | Praag     |
| 25 km          | 1:23.27   | 18 oktober 2015 | Amsterdam |
| 30 km          | 1:40.15   | 18 oktober 2015 | Amsterdam |
| marathon       | 2:24.11   | 18 oktober 2015 | Amsterdam |

## Palmares

### 1500 m
- 2007: 5e Afrikaanse jeugdkamp.
- 2011:  Afrikaanse Spelen - 4.13.71

### 5000 m
- 2014:  IAAF Continental Cup 2014 - 15.58,31

### 10.000 m
- 2011:  Zatopek Classic in Melbourne - 31.26,10
- 2012:  Keniaanse kamp. in Nairobi - 32.24,71
- 2012: DNF OS
- 2014:  Keniaanse kamp. in Nairobi - 32.33,19
- 2014:  Gemenebestspelen - 32.09,35
- 2014:  Afrikaanse kamp. in Marrakech - 32.45,27
- 2015:  Keniaanse kamp. in Nairobi - 32.08,00
- 2015:  Keniaanse WK Trials in Nairobi - 33.00,1

### 10 km
- 2006:  Carrera del CSIC in Madrid - 34.48
- 2006: 5e Sant Silvestre Barcelonesa in Barcelona - 35.04
- 2007: 5e Trofeo José Cano in Canillejas - 33.33
- 2009:  Carrera Pedestre Popular de San Martiño in Orense - 33.45
- 2011:  Tilburg Ten Miles - 30.38
- 2011:  Stadsloop Appingedam - 30.42,9
- 2012:  World's Best in San Juan - 31.08,6
- 2012:  Tilburg - 31.10
- 2013:  ASICS Grand Berlin - 30.37
- 2013:  Singelloop Utrecht - 31.20
- 2013:  Beach to Beacon in Cape Elizabeth - 31.24
- 2013:  World’s Best 10K (San Juan) - 31.40
- 2013: 8e Ottawa 10K - 33.00
- 2013:  Beach to Beacon 10K - 31.24
- 2014: 5e World's Best in San Juan - 32.32
- 2014:  ASICS Grand 10 in Berlijn - 31.02
- 2014:  Healthy Kidney in New York - 31.17
- 2014:  TCS World in Banglore - 31.55
- 2014: 4e Tilburg Ten Miles - 32.19
- 2014: 4e Rabobank Tilburg - 32.19
- 2015:  Healthy Kidney in New York - 32.32,5

### 15 km
- 2009: 4e Baringo - 52.54,1
- 2010:  Safaricom Baringo - 50.26

### 10 Eng. mijl
- 2013:  Dam tot Damloop - 51.33
- 2015:  Dam tot Damloop - 51.30

### halve marathon
- 2006:  halve marathon van Pinoso - 1:17.55
- 2007:  halve marathon van Benidorm
- 2009: 4e halve marathon van Granollers - 1:18.52
- 2009: 4e halve marathon van Barcelona - 1:17.53
- 2009:  halve marathon van Santa Cruz de Tenerife - 1:17.26
- 2009:  halve marathon van Almodóvar del Río - 1:11.47
- 2009:  halve marathon van Motril - 1:12.22
- 2010:  halve marathon van Alicante - 1:10.27
- 2010:  halve marathon van Granollers - 1:12.58
- 2010:  halve marathon van Barcelona - 1:12.31
- 2010:  halve marathon van Torrevieja - 1:12.44
- 2010:  halve marathon van Ribarroja - 1:11.38
- 2010:  halve marathon van Albacete - 1:10.14
- 2010:  halve marathon van San Sebastián - 1:09.51
- 2010:  halve marathon van Logroño - 1:11.46
- 2010: 5e WK in Nanning - 1:09.30
- 2010:  halve marathon van Valencia - 1:09.25
- 2010:  halve marathon van Córdoba - 1:09.36
- 2011:  halve marathon van Verbania - 1:11.18
- 2011:  halve marathon van Lago-Maggiore
- 2011: 5e halve marathon van Praag - 1:11.24
- 2011:  halve marathon van Göteborg - 1:09.04
- 2011:  halve marathon van Bogotá - 1:13.34
- 2012:  halve marathon van Praag - 1:07.03
- 2012:  halve marathon van Eldoret - 1:11.18
- 2013:  halve marathon van Valencia - 1:08.15
- 2014:  halve marathon van Praag - 1:06.18
- 2014: 4e halve marathon van Valencia - 1:10.37
- 2014:  halve marathon van Baringo - 1:11.59,5
- 2015:  halve marathon van New York - 1:08.42
- 2016:  halve marathon van New York - 1:07.41
- 2018: 4e halve marathon van Istanboel - 1:09.18

### marathon
- 2013: 15e marathon van Londen - 2:35.54
- 2014:  marathon van Honolulu - 2:30.23
- 2015: 10e Boston Marathon - 2:29.07
- 2015:  marathon van Amsterdam - 2:24.11
- 2015:  marathon van Honolulu - 2:28.34
- 2016:  Boston Marathon - 2:30.50
- 2016: 4e New York City Marathon - 2:29.08

### veldlopen
- 2012:  Keniaanse kamp. in Eldoret - 26.22,3
- 2012:  Afrikaanse kamp. in Kaapstad - 27.04